# Suore Francescane Angeline
Die Suore Francescane Angeline (kurz SFA; deutsch Angelinische Franziskanerinnen) ist eine römisch-katholische Ordensgemeinschaft und firmiert als Ordensinstitut päpstlichen Rechts. Sie zählt zur franziskanischen Familie.

## Überblick
Die Kongregation wurde 1884 in Castelspina von dem Franziskaner-Minoriten Innocenzo Gamalero OFM (1837–1917), dem Verwalter des Klosters Rivalta Bormida, und von Chiara Ottavia Ricci (1834–1900) für die Betreuung der Kinder im Kindergarten des Dorfes gegründet. Der Name „Angeline“, den die Schwestern erhielten, leitet sich von der Widmung des Instituts an Maria als Königin der Engel (italienisch Istituto alla Vergine degli Angeli) ab.
Das Ordensinstitut wurde am 29. September 1885 als Kongregation bischöflichen Rechts errichtet und erhielt am 13. Mai 1928 das päpstliche Belobigungsdekret (lateinisch Decretum laudis). Seit dem 22. Februar 1937 ist der Orden den franziskanische Minderbrüder angegliedert. Seine Konstitutionen wurden am 1. Juni 1938 vom Heiligen Stuhl endgültig approbiert.
Die Spiritualität, die von der Gründerin Mutter Clara Ricci hinterlassen wurde, beruht auf drei Säulen:
- Liebe zur Armut
- Aufbau der Brüderlichkeit
- Vertrauensvolle Hingabe an den Willen Gottes

Die Schwestern widmen sich dem Unterricht in Schulen und Kindergärten, der Gemeindearbeit und der Pflege alter und kranker Menschen in Krankenhäusern und Pflegeheimen. Im Jahr 1948 wurde die erste Mission in China gegründet, deren Kontinuität jedoch aufgrund der kommunistischen Verfolgung unterbrochen wurde. Sie engagieren sich seit 1949 in Italien wie auch in Argentinien (seit 1992), Bolivien (seit 1949), Brasilien (seit 1985) sowie seit 1978 in Afrika mit dem Tschad und der Demokratischen Republik Kongo.
Der Hauptsitz befindet sich in Rom. Am 31. Dezember 2005 zählte das Institut 204 Ordensschwestern in 37 Häusern. 2020 werden noch 32 Häuser mit 155 Mitgliedern angegeben.